# Portunus orbicularis
Portunus orbicularis är en kräftdjursart som först beskrevs av Ferdinand Richters 1880.  Portunus orbicularis ingår i släktet Portunus och familjen simkrabbor. Inga underarter finns listade i Catalogue of Life.